# NGC 19
NGC 19 là một thiên hà xoắn ốc thuộc chòm sao Tiên Nữ. Thiên hà này thường bị gọi sai thành NGC 21.